# Francesc Casals Pantebre
Francesc Casals Pantebre est un homme politique andorran né le 2 novembre 1953.

## Biographie
Il exerce la fonction de conseiller général à deux reprises : du 27 mars 2001 au 4 mars 2005 au sein de la troisième législature d'Andorre puis du 25 avril 2005 au 15 octobre 2007 au sein de la quatrième législature d'Andorre.